# Black Max
Black Max est une série de bande dessinée britannique publiée par IPC Magazines puis Rebellion Developments. Le héro éponyme est un pilote de chasse allemand de la Première Guerre mondiale doté de pouvoirs télépathiques lui permettant de contrôler de gigantesques chauves-souris. La série apparaît pour la première fois dans le premier numéro du magazine hebdomadaire de bande dessinée Thunder (en) paru le 17 octobre 1970. Ce magazine ne dure que 22 numéros avant de fusionner avec Lion (en). Black Max survit à cette fusion et se poursuit jusqu'au 21 octobre 1972. La série est alors remplacée par une série dérivée intitulée Secrets of the Demon Dwar, centrée sur un personnage secondaire de Black Max, Doktor Gratz. Depuis 2018, Black Max est réédité par Rebellion Developments. Cette série n'a jamais été traduite en français.

## Naissance de série
Après la transformation de Fleetway Publications en IPC Magazines, la nouvelle direction lance plusieurs nouveaux titres au début des années 1970. L'un d'eux est le magazine de bande dessinée d'action pour garçons Thunder. The Black Max fait partie des nouvelles séries au sommaire de ce nouveau magazine. La série est créée par des vétérans de la maison d'édition, Ken Mennell et Frank S. Pepper. Le design est le fruit du travail créatif d'un autre vétéran, l'artiste Eric Bradbury, qui dessine un trois pages introductif pour la maquette de Thunder, qui sera réutilisé pour le premier numéro de l'hebdomadaire. Alors que Mennell scénarise les premiers épisodes de la série, Bradbury n'est pas en mesure d'intégrer le travail de dessin à son emploi du temps. IPC se tourne alors vers l'Espagne pour trouver un artiste régulier (pratique qui avait déjà permis au travail de Jesús Blasco et Francisco Solano López de devenir familier pour les lecteurs britanniques). Jorge Macabich, de l'agence Bardon Art, basée à Barcelone, propose alors l'œuvre au jeune artiste Alfonso Font. Ce dernier, fasciné par les combats aériens de la Première Guerre mondiale, accepte rapidement. Font achète des modèles réduits des Sopwith Camel et Fokker Dr.I comme références. Comme beaucoup d'artistes qui ont travaillé sur les histoires de Fleetway et d'IPC, il ne rencontre jamais ni les scénaristes ni les éditeurs de la série, et estimera plus tard que ne pas avoir rencontré Pepper est son seul regret concernant son travail sur Black Max.

## Historique de la publication
Thunder est lancé le 17 octobre 1970, avec Black Max au sommaire. Le troisième numéro de la revue offre à ses lecteurs la « Black Max's bat » (en pratique une chauve souris en carton) en cadeau. Mais le titre disparaît au bout de 22 numéros, en fusionnant avec son ainée, la revue Lion. La fusion est considérée comme inhabituelle, car six des 11 séries de Thunder (dont Black Max) migrent vers la nouvelle revue qui porte le nom de Lion and Thunder à compterr du 20 mars 1972. Pour permettre aux lecteurs de Lion qui découvrent le personnage de Black Max de se familiariser avec lui, les premières planches du nouveau Lion rappellent les événements racontés dans Thunder. The Black Max prend fin en tant que série hebdomadaire après l'édition du 21 octobre 1972 de la revue. Elle est remplacée par The Secrets of the Demon Dwarf dont le héros est l'allié et rival occasionnel de Black Max, le docteur Gratz. Par la suite, de nouvelles aventures indépendantes de Black Max paraissent dans le Lion and Thunder Holiday Special de 1972 et dans le Thunder Annual de 1974. Par ailleurs, certaines histoires de la série hebdomadaire sont réimprimées dans le Lion Annual de 1977, le Lion Special de 1980 et le Valiant Annual de la même année.
À la suite du rachat en 2016 par Rebellion Developments du groupe de presse jeunesse IPC (composé de la bibliothèque post-1970 d'IPC et de Fleetway Publications, qui comprend Black Max), le premier volume d'une série de recueil de Black Max paraît en 2018, sous le label Treasury of British Comics (en). Le second volume suit en 2020. Il comporte une couverture de l'artiste Chris Weston (en) et une couverture exclusive pour la boutique en ligne de Ian Kennedy (en) . Weston avait déjà dessiné le personnage pour des commandes de fans.
Le personnage réapparaît par ailleurs dans le one-shot Scream ! & Misty 2018 Halloween Special, sur proposition du rédacteur en chef de Rebellion, Keith Richardson. A cette occasion, Richardson et l'écrivain Kek-W (sic) cherchent à trouver un équilibre entre le respect de la « folie de la vieille école » de l'original et la volonté de donner un style plus moderne au personnage. C'est Simon Coleby (en) qui dessine cette nouvelle histoire. Enfin, en 2019, Ian Edginton et Tiernen Trevallion font apparaître Black Max dans leur série Fiends of the Eastern Front (en) publiée dans le magazine 2000 AD, le personnage faisant la couverture du numéro 2112.

## Résumé de l'intrigue
Après une convalescence des suites de blessures aux mains infligées par le Royal Flying Corps, le pilote allemand Baron Maximilien von Klor revient sur le front occidental pour prendre le commandement d'un escadron de chasse. Connu sous le nom de Black Max du fait de son triplan noir Fokker Dr.I, le baron est obsédé par l'idée de se venger du RFC et retourne dans le château de ses ancêtres pour récupérer une énorme chauve-souris qui suit ses ordres. Avec l'aide de son assistant forestier Morg, il garde la chauve-souris au secret dans une caverne, et la fait voler à l'aube et au crépuscule. La créature de la taille d'un avion cause bientôt de lourdes pertes à l'escadron du RFC, y compris aux Sopwith Camel du 14e escadron de poursuite du RFC nouvellement déployé. Parmi les pilotes du RFC figure l'ancien artiste de cirque Tim Wilson, qui assiste à l'une attaques mortelles de la chauve-souris. Cependant, le commandant de l'escadron, le major « Groucher » Gromett, refuse de croire son témoignage et Wilson est cloué au sol. Wilson cherche par tous les moyens à révéler le secret de Black Max, qui en retour tente de le faire taire. Chacun d'eux est prêt aux pires extrémités : Black Max est prêt à tuer ses propres hommes pour cacher la vérité, quant à l'obsession de Wilson elle lui cause des problèmes disciplinaires. Finalement Gromett voit chauve-souris mais est blessé à la tête quelques instants plus tard, perd la mémoire et est renvoyé chez lui. Le nouveau commandant n'est pas plus facile à convaincre. Mais, un autre pilote parvient finalement à corroborer l'existence de la chauve-souris. La vérité étant révélée, Black Max se retire de la ligne de front et Wilson est salué comme un héros.
Mais le Baron ne se laisse pas abattre et retourne à son château. Là, il travaille, assisté par son grand-père, au contrôle d'un grand nombre de chauves-souris géantes, qu'il appelle l'escadron du diable. Puis il retourne combattre le RFC. Entretemps, Wilson est devenu un as, a été promu lieutenant, et a pris sous son aile un jeune pilote appelé Mike Shaw. Black Max utilise un Zeppelin géant comme base mobile de l'escadron du Diable, jusqu'à sa destruction par Wilson et Shaw. Mais Black Max et de nombreuses chauves-souris survivent à l'explosion.
Gromett reprend le commandement de l'escadron, alors que les chauves-souris de Black Max continuent à faire des ravages dans les rangs du RFC. L'escadron du diable utilise à nouveau une base mobile jusqu'à ce que Wilson et Groucher parviennent à la détruire. Parmi les victimes de l'escadron du diable figure le frère cadet du colonel « Hero » Hall, un as décoré du 12e escadron. Ce dernier, obsédé par la vengeance, doit être sauvé par Wilson. Frustré par ses défaites, Black Max capture la recrue du RFC Tim Crane et la soumet à un lavage de cerveau dans une tentative de piéger le 14e Escadron. Mais Wilson parvient à sauver la plupart de ses collègues pilotes. L'Allemand change de stratégie et utilisant le Zeppelin L3 pour  lancer ses chauves-souris géantes à l'attaque dans le ciel de Londres. Alors que Wilson et ses camarades sont affectés à la défense du territoire et repoussent les pillards, le sens de l'honneur de Wilson l'empêche de tuer un Black Max sans défense.. Le Baron découvre alors un sérum, transmis par ses ancêtres « Bat-People », qui permet d'augmenter considérablement la taille de ses chauves-souris. Le King-Bat (roi des chauves-souris) qui en résulte est difficile à contrôler mais terrorise les forces britanniques le long du front occidental jusqu'à ce que Wilson et Gromett parviennent à le piéger et à le faire s'écraser sur un convoi de carburant
Black Max se fait un allié du brillant mais malfaisant scientifique Doktor Gratz, aussi connu sous le titre de Demon Dwarf (que l'on peut traduire par "nain démon"), qui apparaît aussi pervers que lui. Gratz conçoit une machine de forage qui permet d'utiliser les chauves-souris de Black Max à la maintenance de la colline du château, stratégique à leurs yeux, et dans laquelle Gratz recherche un trésor caché. Les deux hommes finissent par se combattre ce qui permet aux forces britanniques de progresser. Le grand-père de Von Klor redécouve la formule de la potion pour créer un chaudron de King-Bats. Il décide de capturer un cuirassé expérimental de la Royal Navy, mais Tim sauve le navire et capture Black Max. Le Comte est sauvé par les King-Bats envoyées par son grand-père et fait de nouveau équipe avec Gratz. Ils découvrent une colonie perdue d'hommes-chauves-souris ancestraux et vicieux et les lâchent contre les Britanniques. Mais ces alliés éphémères se retournent contre les King-Bats. Le duo se fait alors discret jusqu'à ce que le triplan de Black Max réapparaisse au-dessus du front occidental et soit apparemment abattu. Wilson refuse de croire que son vieil ennemi soit mort. La suite lui donne raison lorsque von Klor et Gratz ciblent Paris depuis un château français. Il parvient à convaincre Grommet du danger, alors que le duo de méchants se déchire à nouveau. On pense Black Max tué par des bombardements d'artillerie, tandis que Gratz s'échappe. Mais, Black Max a survécu et il élève à nouveau une King-Bat pour tenter, sans succès, de tuer Tim Wilson en 1916 puis en 1917. Pendant ce temps, le docteur Gratz se fait cryogéniser. Au départ, son intention est de ne rester que quelques mois seulement en animation suspendue. Mais il se réveille en 1972. Furieux de découvrir la défaite de l'Allemagne lors de la Première Guerre mondiale, il décide d'utiliser ses connaissances scientifiques pour faire payer le reste du monde. Il s'oppose alors au commandant d'escadron de la RAF, Bill Wilson, qui se souvient des luttes de son grand-père avec Gratz.

## Publications

### Périodiques
- Black Max (dessinateur) avec Eric Bradbury (dessinateur) et Frank Pepper et Ken Mennell (scénaristes) dans Thunder (en), 1970-1971
- Black Max (dessinateur) avec Frank Pepper et Ken Mennell (scénaristes) dans Lion and Thunder (en), 1971-1972

### Albums
- Black Max, volume 1 (dessinateur) avec Eric Bradbury (dessinateur) et Ken Mennell et Frank S. Pepper (scénaristes) Rebellion Developments, 4 octobre 2018  (ISBN 9781781086551)
- Black Max, volume 2 (dessinateur) avec Ken Mennell et Frank S. Pepper (scénaristes) Rebellion Developments, 14 octobre 2021  (ISBN 9781781088623)
- Black Max, volume 3 (dessinateur) avec Ken Mennell et Frank S. Pepper (scénaristes) Rebellion Developments, 17 janvier 2024  (ISBN 9781837861026)

## Réception
Lew Stringer décrit Black Max comme l’une des bandes dessinées d’aventure britanniques les plus mémorables des années 1970[réf. nécessaire]. Steve Holland considère la série comme :
« classic British comics at their best »
— Steve Holland, [réf. nécessaire]

« un exemple de ce que la bande dessinée britannique classique a produit de meilleur »
— [réf. nécessaire]

Rachel Bellwoar de Comicon.com s'enthousiasme pour la republication de la série, supposant :
« If the idea of bats fighting WWI make you smile, you’re probably the right audience for Black Max »
— Rachel Bellwoar, comicon.com, 2018

« Si l'idée de chauves-souris combattantes durant la Première Guerre mondiale vous fait sourire, vous êtes probablement le bon public pour Black Max »
— comicon.com, 2018
Keith Richardson, rédacteur en chef de Rebellion, décrit Black Max comme :
« the standout strip in Thunder »
— Keith Richardson, Hollywood Reporter, 2017

« la bande dessinée la plus remarquable de Thunder »
— Hollywood Reporter, 2017

En passant en revue le premier album pour Slings & Arrows, Karl Verhoven compare la série à un film d'horreur de la Hammer, affirmant au sujet de la série :
« can’t be taken remotely seriously, but in the right frame of mind it’s enjoyable claptrap, brilliantly drawn »
— Karl Verhoven, The Slings & Arrows
GRAPHIC NOVEL GUIDE

« ne peut pas être prise au sérieux, mais lue avec l'état d'esprit adéquat, c'est un baratin agréable, brillamment dessiné »
— The Slings & Arrows
GRAPHIC NOVEL GUIDE
Il ressent à peu près la même chose à propos du second album, critiquant le côté stéréotypé  des épisodes mais louant la maîtrise artistique de Font.